# 傑佛遜縣 (伊利諾州)
傑佛遜縣（英語：Jefferson County）是位於美国伊利诺伊州南部的一個縣，面積1,512 平方公里。根据美国人口普查局2020年统计，共有人口37,113人。县治芒特弗農。該縣成立於1811年，縣名紀念第三任總統托马斯·杰斐逊。